# قائمة عملات موريتانيا
قامت الدولة في عام 1973 بإصدار عملتها الوطنية الخاصة بعد أن كان الفرنك الغرب إفريقي هو المستخدم فيها.
وأُدخلت الأوقية الحالية في عام 2018، لتحل محل الأوقية القديمة بمعدل 1 أوقية جديدة = 10 أوقية قديمة، والتي حلت بدورها محل الفرنك الغرب الأفريقي بمعدل 1 أوقية قديمة = 5 فرنك. اسم أوقية ( أوقية ) هو النطق العربي الحسني أُوقِية)، وتعني "أونصة".
فيما يلي قائمة شاملة لكل المسكوكات والمطبوعات التي أصدرتها الجمهورية الموريتانية العربية منذ استقلالها مع صور الوجه الأمامي والخلفي -إن توفرت- ووصف شامل لمقاييسها ومواد صنعها.

## قائمة عملات موريتانيا

### خٌُمس أوقية
| الصور         | الصور        | الوصف |
| الوجه الأمامي | الوجه الخلفي | رقم نوميستا: N# 2511 النوع: عملات معدنية الفترة: جمهورية موريتانيا السنة: 1393 (1973) القطر: 21 مم التقنية: الحواف المعلمة الاتجاه: محاذاة العملة ↑↓ السماكة: 1.80 مم المادة: ألومنيوم الشكل: دائري الحاشية: عادية العملة: الأوقية القديمة (1973-2018) جهة السك/الطبع: موريتانيا لغة الوجه الأمامي: العربية محتوى الوجه الأمامي: في الأعلى: شعار الجمهورية الإسلامية الموريتانية. في الأسفل: القيمة (1/5) تقسم السنة 1973. على الحافة: كتابة بنك موريتانيا المركزي. لغة الوجه الخلفي: العربية محتوى الوجه الخلفي: في الوسط: هلال ونجم مع أغصان على الجانبين. في الأسفل: القيمة بالعربية (1 خمس). الحافة الخارجية: كتابة عربية لبنك موريتانيا المركزي والسنة بالتقويم الهجري. |

### أوقية واحدة
| الصور         | الصور        | الوصف |
| الوجه الأمامي | الوجه الخلفي | رقم نوميستا: N# 24228 النوع: عملات معدنية الفترة: جمهورية موريتانيا السنة: 1393 (1973) القطر: 21 مم التقنية: الحواف المعلمة الاتجاه: محاذاة العملة ↑↓ المادة: برونز الألومنيوم الشكل: دائري الحاشية: محززة العملة: الأوقية القديمة (1973-2018) جهة السك/الطبع: موريتانيا لغة الوجه الأمامي: العربية محتوى الوجه الأمامي: شعار الجمهورية فوق القيمة التي تقسم السنة، كتابة على الحافة. لغة الوجه الخلفي: العربية محتوى الوجه الخلفي: الشعار (هلال ونجم مع أغصان) والقيمة في المركز، كتابة عربية والسنة على الحافة. |

| الصور         | الصور        | الوصف |
| الوجه الأمامي | الوجه الخلفي | رقم نوميستا: N# 2458 النوع: عملات معدنية الفترة: جمهورية موريتانيا السنة: 1394-1423 (1974-2003) القطر: 21 مم التقنية: الحواف المعلمة الاتجاه: محاذاة العملة ↑↓ السماكة: 1.53 مم المادة: برونز الألومنيوم الشكل: دائري الحاشية: محززة العملة: الأوقية القديمة (1973-2018) جهة السك/الطبع: موريتانيا لغة الوجه الأمامي: العربية محتوى الوجه الأمامي: في الأعلى: شعار الجمهورية الإسلامية الموريتانية. في الأسفل: القيمة (1 أوقية) تقسم السنة (1995). على الحافة: كتابة بنك موريتانيا المركزي. لغة الوجه الخلفي: العربية محتوى الوجه الخلفي: في الوسط: الهلال والنجم مع أغصان على الجانبين وأسفلها القيمة (1 أوقية). الحافة الخارجية: الكتابة العربية لبنك موريتانيا المركزي. |

### أوقية واحدة (مغناطيسية)
| الصور         | الصور        | الوصف |
| الوجه الأمامي | الوجه الخلفي | رقم نوميستا: N# 53894 النوع: عملات معدنية الفترة: جمهورية موريتانيا السنة: 1430 (2009) القطر: 20 مم التقنية: الحواف المعلمة الاتجاه: محاذاة العملة ↑↓ المادة: فولاذ مطلي بالنيكل الشكل: دائري الحاشية: عادية العملة: الأوقية القديمة (1973-2018) جهة السك/الطبع: موريتانيا لغة الوجه الأمامي: العربية محتوى الوجه الأمامي: الشعار الوطني لغة الوجه الخلفي: العربية محتوى الوجه الخلفي: الهلال والنجم مع أغصان |

### 5 أوقيات
| الصور         | الصور        | الوصف |
| الوجه الأمامي | الوجه الخلفي | رقم نوميستا: N# 2468 النوع: عملات معدنية الفترة: جمهورية موريتانيا السنة: 1393-1424 (1973-2003) القطر: 25 مم التقنية: محزز الاتجاه: محاذاة العملة ↑↓ السماكة: 1.78 مم المادة: سبيكة الألومنيوم والنحاس الشكل: دائري الحاشية: عادي العملة: الأوقية القديمة (1973-2018) جهة السك/الطبع: موريتانيا لغة الوجه الأمامي: العربية محتوى الوجه الأمامي: شعار الدولة فوق القيمة الاسمية مقسمًا السنة، كتابة محيطة. لغة الوجه الخلفي: العربية محتوى الوجه الخلفي: شعار (هلال ونجم مع غصينين) مع القيمة الاسمية في المنتصف، كتابة عربية والسنة محيطة. |

| الصور         | الصور        | الوصف |
| الوجه الأمامي | الوجه الخلفي | رقم نوميستا: N# 11061 النوع: عملات معدنية الفترة: جمهورية موريتانيا السنة: 1425-1426 (2004-2005) القطر: 25 مم التقنية: محزز الاتجاه: محاذاة العملة ↑↓ السماكة: 1.25 مم المادة: فولاذ مطلي بالنحاس الشكل: دائري الحاشية: عادي العملة: الأوقية القديمة (1973-2018) جهة السك/الطبع: موريتانيا لغة الوجه الأمامي: العربية محتوى الوجه الأمامي: شعار الجمهورية الإسلامية الموريتانية فوق القيمة الاسمية مقسمًا السنة، كتابة على الحواف. لغة الوجه الخلفي: العربية محتوى الوجه الخلفي: هلال ونجم مع غصينين على الجانبين في المنتصف، القيمة الاسمية بالعربية أدناه، وفي الدائرة الخارجية كتابة عربية والسنة بالتقويم الهجري. |

### 5 أوقيات (النوع الصغير)
| الصور         | الصور        | الوصف |
| الوجه الأمامي | الوجه الخلفي | رقم نوميستا: N# 53895 النوع: عملات معدنية الفترة: جمهورية موريتانيا السنة: 1430-1434 (2009-2012) القطر: 24 مم التقنية: حواف مسننة الاتجاه: محاذاة العملات ↑↓ المادة: فولاذ مطلي بالنحاس الأصفر الشكل: دائري الحاشية: ملساء العملة: الأوقية القديمة (1973-2018) جهة السك/الطبع: موريتانيا لغة الوجه الأمامي: العربية محتوى الوجه الأمامي: شعار النبالة فوق الفئة يقسم السنة، كتابة تحيط بها. لغة الوجه الخلفي: العربية محتوى الوجه الخلفي: الشعار (هلال ونجمة مع أغصان) مع الفئة في الوسط، الكتابة بالعربية والسنة المحيطة. |

### 10 أوقيات
| الصور         | الصور        | الوصف |
| الوجه الأمامي | الوجه الخلفي | رقم نوميستا: N# 2509 النوع: عملات معدنية الفترة: جمهورية موريتانيا السنة: 1393-1423 (1973-2003) القطر: 25 مم التقنية: حواف مسننة الاتجاه: محاذاة العملات ↑↓ السماكة: 1.8 مم المادة: نحاس-نيكل الشكل: دائري الحاشية: ملساء العملة: الأوقية القديمة (1973-2018) جهة السك/الطبع: موريتانيا لغة الوجه الأمامي: العربية محتوى الوجه الأمامي: شعار النبالة فوق الفئة يقسم السنة، كتابة تحيط بها. لغة الوجه الخلفي: العربية محتوى الوجه الخلفي: الشعار (هلال ونجمة مع أغصان) مع الفئة في الوسط، الكتابة بالعربية والسنة المحيطة. |

### 20 أوقية
| الصور         | الصور        | الوصف |
| الوجه الأمامي | الوجه الخلفي | رقم نوميستا: N# 11073 النوع: عملات معدنية الفترة: جمهورية موريتانيا السنة: 1393-1423 (1973-2003) القطر: 28 مم التقنية: حواف مسننة الاتجاه: محاذاة العملات ↑↓ السماكة: 1.76 مم المادة: نحاس-نيكل الشكل: دائري الحاشية: ملساء العملة: الأوقية القديمة (1973-2018) جهة السك/الطبع: موريتانيا لغة الوجه الأمامي: العربية محتوى الوجه الأمامي: شعار النبالة فوق الفئة يقسم السنة، كتابة تحيط بها. لغة الوجه الخلفي: العربية محتوى الوجه الخلفي: الشعار (هلال ونجمة مع أغصان) مع الفئة في الوسط، الكتابة بالعربية والسنة المحيطة. |

| الصور         | الصور        | الوصف |
| الوجه الأمامي | الوجه الخلفي | رقم نوميستا: N# 2469 النوع: عملات معدنية الفترة: جمهورية موريتانيا السنة: 1425-1426 (2004-2005) القطر: 28 مم التقنية: الحافة المسننة الاتجاه: محاذاة العملات ↑↓ السماكة: 1.9 مم المادة: فولاذ مطلي بالنيكل الشكل: دائري الحافة: مسننة العملة: الأوقية القديمة (1973-2018) جهة السك/الطبع: موريتانيا لغة الوجه الأمامي: العربية محتوى الوجه الأمامي: الشعار الوطني لغة الوجه الخلفي: العربية محتوى الوجه الخلفي: الهلال والنجمة، الأغصان |

| الصور         | الصور        | الوصف |
| الوجه الأمامي | الوجه الخلفي | رقم نوميستا: N# 12844 النوع: عملات معدنية الفترة: جمهورية موريتانيا السنة: 1430-1435 (2009-2014) القطر: 26 مم التقنية: الحافة المسننة الاتجاه: محاذاة العملات ↑↓ السماكة: 2.1 مم المادة: معدن ثنائي: مركز من الفولاذ المطلي بالنيكل وحلقة من الفولاذ المطلي بالنحاس الشكل: دائري الحافة: أقسام مسننة ومسطحة بالتناوب العملة: الأوقية القديمة (1973-2018) جهة السك/الطبع: موريتانيا لغة الوجه الأمامي: العربية محتوى الوجه الأمامي: الجزء العلوي: شعار الجمهورية الإسلامية الموريتانية. الجزء السفلي: الفئة (20 أوقية) تقسم السنة (2009). حول الحافة توجد نقوش باللغة الفرنسية للبنك المركزي الموريتاني. لغة الوجه الخلفي: العربية محتوى الوجه الخلفي: المركز: الهلال والنجمة مع أغصان على الجانبين وأسفل الفئة بالعربية (20 أوقية). الدائرة الخارجية: نقوش عربية للبنك المركزي والسنة بالتقويم الهجري. |

### 50 أوقية
| الصور         | الصور        | الوصف |
| الوجه الأمامي | الوجه الخلفي | رقم نوميستا: N# 17454 النوع: عملات معدنية الفترة: جمهورية موريتانيا السنة: 1431-1435 (2010-2014) القطر: 28 مم التقنية: الحافة المسننة الاتجاه: محاذاة العملات ↑↓ السماكة: 1.9 مم المادة: معدن ثنائي: مركز من الفولاذ المطلي بالنحاس وحلقة من الفولاذ المطلي بالنيكل الشكل: دائري الحافة: أقسام مسننة ومسطحة بالتناوب العملة: الأوقية القديمة (1973-2018) جهة السك/الطبع: موريتانيا لغة الوجه الأمامي: العربية محتوى الوجه الأمامي: الجزء العلوي: شعار الجمهورية الإسلامية الموريتانية. الجزء السفلي: الفئة (50 أوقية) تقسم السنة (2010). حول الحافة توجد نقوش البنك المركزي الموريتاني. لغة الوجه الخلفي: العربية محتوى الوجه الخلفي: المركز: الهلال والنجمة مع أغصان على الجانبين وأسفل الفئة بالعربية (50 أوقية). الدائرة الخارجية: نقوش البنك المركزي باللغة العربية والسنة بالتقويم الهجري. |

### 100 أوقية
| الصور         | الصور        | الوصف |
| الوجه الأمامي | الوجه الخلفي | رقم نوميستا: N# 248196 النوع: أوراق نقدية الفترة: جمهورية موريتانيا السنة: 1973 المادة: ورق الشكل: مستطيل العملة: الأوقية القديمة (1973-2018) جهة السك/الطبع: موريتانيا لغة الوجه الأمامي: اللاتينية محتوى الوجه الأمامي: فتاة لغة الوجه الخلفي: اللاتينية محتوى الوجه الخلفي: صيادون |

| الصور         | الصور        | الوصف |
| الوجه الأمامي | الوجه الخلفي | رقم نوميستا: N# 217160 النوع: أوراق نقدية الفترة: جمهورية موريتانيا السنة: 1974-2002 المادة: ورق الشكل: مستطيل الحجم: 145 × 70 ملم العملة: الأوقية القديمة (1973-2018) جهة السك/الطبع: موريتانيا لغة الوجه الأمامي: لاتينية محتوى الوجه الأمامي: تصميمات هندسية وزخارف ذات طابع محلي لغة الوجه الخلفي: لاتينية محتوى الوجه الخلفي: على اليسار - آلة وترية موسيقية (أردين). على اليمين - بقرة أمام مسجد شنقيط القديم، منطقة أدرار في موريتانيا. |

| الصور         | الصور        | الوصف |
| الوجه الأمامي | الوجه الخلفي | رقم نوميستا: N# 248199 النوع: أوراق نقدية الفترة: جمهورية موريتانيا السنة: 1975 المادة: ورق الشكل: مستطيل الحجم: 145 × 70 ملم العملة: الأوقية القديمة (1973-2018) جهة السك/الطبع: موريتانيا لغة الوجه الأمامي: لاتينية محتوى الوجه الأمامي: صورة لرجل بدوي، نساء يحضرن الشاي في الخلفية، شجيرة لغة الوجه الخلفي: لاتينية محتوى الوجه الخلفي: صيادون يعملون أمام قوارب صيد. |

| الصور         | الصور        | الوصف |
| الوجه الأمامي | الوجه الخلفي | رقم نوميستا: N# 206478 النوع: أوراق نقدية الفترة: جمهورية موريتانيا السنة: 2004-2008 المادة: ورق الشكل: مستطيل الحجم: 130 × 65 ملم العملة: الأوقية القديمة (1973-2018) جهة السك/الطبع: موريتانيا لغة الوجه الأمامي: لاتينية محتوى الوجه الأمامي: تصميمات هندسية وزخارف ذات طابع محلي لغة الوجه الخلفي: لاتينية محتوى الوجه الخلفي: آلة وترية موسيقية (أردين)، بقرة أمام كصور مسجد شنقيط القديم. |

| الصور         | الصور        | الوصف |
| الوجه الأمامي | الوجه الخلفي | رقم نوميستا: N# 209721 النوع: أوراق نقدية الفترة: جمهورية موريتانيا السنة: 2011-2015 المادة: ورق الشكل: مستطيل الحجم: 130 × 65 ملم العملة: الأوقية القديمة (1973-2018) جهة السك/الطبع: موريتانيا لغة الوجه الأمامي: لاتينية محتوى الوجه الأمامي: تصاميم هندسية وزخرفية مع نقوش محلية لغة الوجه الخلفي: لاتينية محتوى الوجه الخلفي: آلة وترية (أردين)، بقرة أمام مسجد شنقيط العتيق |

### 200 أوقية
| الصور         | الصور        | الوصف |
| الوجه الأمامي | الوجه الخلفي | رقم نوميستا: N# 248197 النوع: أوراق نقدية الفترة: جمهورية موريتانيا السنة: 1973 المادة: ورق الشكل: مستطيل العملة: الأوقية القديمة (1973-2018) جهة السك/الطبع: موريتانيا لغة الوجه الأمامي: لاتينية محتوى الوجه الأمامي: امرأة أمام أكواخ لغة الوجه الخلفي: لاتينية محتوى الوجه الخلفي: جمال |

| الصور         | الصور        | الوصف |
| الوجه الأمامي | الوجه الخلفي | رقم نوميستا: N# 224283 النوع: أوراق نقدية الفترة: جمهورية موريتانيا السنة: 1974-2002 المادة: ورق الشكل: مستطيل الحجم: 155 × 80 ملم العملة: الأوقية القديمة (1973-2018) جهة السك/الطبع: موريتانيا لغة الوجه الأمامي: لاتينية محتوى الوجه الأمامي: تصاميم هندسية وزخرفية مع نقوش محلية لغة الوجه الخلفي: لاتينية محتوى الوجه الخلفي: وعاء وعصا على اليسار، قارب بدائي ونخلة على اليمين |

| الصور         | الصور        | الوصف |
| الوجه الأمامي | الوجه الخلفي | رقم نوميستا: N# 248200 النوع: أوراق نقدية الفترة: جمهورية موريتانيا السنة: 1975-1977 المادة: ورق الشكل: مستطيل الحجم: 160 × 80 ملم العملة: الأوقية القديمة (1973-2018) جهة السك/الطبع: موريتانيا لغة الوجه الأمامي: لاتينية محتوى الوجه الأمامي: رجل، جمل وامرأة في الخلفية لغة الوجه الخلفي: لاتينية محتوى الوجه الخلفي: جمل، ظباء، وطيور |

| الصور         | الصور        | الوصف |
| الوجه الأمامي | الوجه الخلفي | رقم نوميستا: N# 206479 النوع: أوراق نقدية الفترة: جمهورية موريتانيا السنة: 2004-2006 المادة: ورق الشكل: مستطيل الحجم: 136 × 68 ملم العملة: الأوقية القديمة (1973-2018) جهة السك/الطبع: موريتانيا لغة الوجه الأمامي: لاتينية محتوى الوجه الأمامي: تصاميم هندسية وزخرفية مع دوافع محلية لغة الوجه الخلفي: لاتينية محتوى الوجه الخلفي: مدقة وهاون مزخرفين، قارب خشبي، شجرة نخيل، وعمود توازن |

| الصور         | الصور        | الوصف |
| الوجه الأمامي | الوجه الخلفي | رقم نوميستا: N# 209724 النوع: أوراق نقدية الفترة: جمهورية موريتانيا السنة: 2013 المادة: ورق الشكل: مستطيل الحجم: 134 × 65 ملم العملة: الأوقية القديمة (1973-2018) جهة السك/الطبع: موريتانيا لغة الوجه الأمامي: لاتينية محتوى الوجه الأمامي: تصاميم هندسية وزخرفية مع دوافع محلية لغة الوجه الخلفي: لاتينية محتوى الوجه الخلفي: مدقة وهاون مزخرفين، قارب خشبي، شجرة نخيل، وعمود توازن |

### 500 أوقية (الاستقلال)
| الصور         | الصور        | الوصف |
| الوجه الأمامي | الوجه الخلفي | رقم نوميستا: N# 26559 النوع: عملات الفترة: جمهورية موريتانيا السنة: 1975 القطر: 30 ملم التقنية: مخشوش المادة: ذهب (.920) الشكل: دائري العملة: الأوقية القديمة (1973-2018) جهة السك/الطبع: موريتانيا محتوى الوجه الأمامي: نجم وهلال تحيط بهما شجرتان نخيل تحت التمر محتوى الوجه الخلفي: القيمة في مربع تحيط به رأس جمل وسمكة مع تصميم فوقها |

### 500 أوقية
| الصور         | الصور        | الوصف |
| الوجه الأمامي | الوجه الخلفي | رقم نوميستا: N# 201673 النوع: أوراق نقدية الفترة: جمهورية موريتانيا السنة: 1979-1996 المادة: ورق الشكل: مستطيل الحجم: 161 × 87 مم العملة: الأوقية القديمة (1973-2018) جهة السك/الطبع: موريتانيا لغة الوجه الأمامي: لاتيني محتوى الوجه الأمامي: تصاميم هندسية وزخرفية مع دوافع محلية لغة الوجه الخلفي: لاتيني محتوى الوجه الخلفي: حصادون في الحقل، ومجمع التعدين |

| الصور         | الصور        | الوصف |
| الوجه الأمامي | الوجه الخلفي | رقم نوميستا: N# 241998 النوع: أوراق نقدية الفترة: جمهورية موريتانيا السنة: 1999-2002 المادة: ورق الشكل: مستطيل الحجم: 160 × 86 مم العملة: الأوقية القديمة (1973-2018) جهة السك/الطبع: موريتانيا لغة الوجه الأمامي: لاتيني محتوى الوجه الأمامي: تصاميم هندسية وزخرفية مع دوافع محلية لغة الوجه الخلفي: لاتيني محتوى الوجه الخلفي: حصادون في الحقل، ومجمع التعدين |

| الصور         | الصور        | الوصف |
| الوجه الأمامي | الوجه الخلفي | رقم نوميستا: N# 206480 النوع: أوراق نقدية الفترة: جمهورية موريتانيا السنة: 2004-2006 المادة: ورق الشكل: مستطيل الحجم: 142 × 71 مم العملة: الأوقية القديمة (1973-2018) جهة السك/الطبع: موريتانيا لغة الوجه الأمامي: لاتيني محتوى الوجه الأمامي: تصاميم هندسية وزخرفية مع دوافع محلية لغة الوجه الخلفي: لاتيني محتوى الوجه الخلفي: حصادون في الحقل، ومجمع التعدين |

| الصور         | الصور        | الوصف |
| الوجه الأمامي | الوجه الخلفي | رقم نوميستا: N# 209726 النوع: أوراق نقدية الفترة: جمهورية موريتانيا السنة: 2013 المادة: ورق الشكل: مستطيل الحجم: 138 × 65 مم العملة: الأوقية القديمة (1973-2018) جهة السك/الطبع: موريتانيا لغة الوجه الأمامي: لاتيني محتوى الوجه الأمامي: تصاميم هندسية وزخرفية مع دوافع محلية لغة الوجه الخلفي: لاتيني محتوى الوجه الخلفي: حصادون في الحقل، ومجمع التعدين |

### 1000 أوقية
| الصور         | الصور        | الوصف |
| الوجه الأمامي | الوجه الخلفي | رقم نوميستا: N# 248198 النوع: أوراق نقدية الفترة: جمهورية موريتانيا السنة: 1973 المادة: ورق الشكل: مستطيل العملة: الأوقية القديمة (1973-2018) جهة السك/الطبع: موريتانيا لغة الوجه الأمامي: لاتيني محتوى الوجه الأمامي: نساج وحرفي لغة الوجه الخلفي: لاتيني محتوى الوجه الخلفي: موسيقيون وصيادون |

| الصور         | الصور        | الوصف |
| الوجه الأمامي | الوجه الخلفي | رقم نوميستا: N# 239648 النوع: أوراق نقدية الفترة: جمهورية موريتانيا السنة: 1974-1996 المادة: ورق الشكل: مستطيل الحجم: 166 × 91 مم العملة: الأوقية القديمة (1973-2018) جهة السك/الطبع: موريتانيا لغة الوجه الأمامي: لاتيني محتوى الوجه الأمامي: تصاميم هندسية وزخرفية مع دوافع محلية لغة الوجه الخلفي: لاتيني محتوى الوجه الخلفي: سمك، جمل، كوخ، برج |

| الصور         | الصور        | الوصف |
| الوجه الأمامي | الوجه الخلفي | رقم نوميستا: N# 248202 النوع: أوراق نقدية الفترة: جمهورية موريتانيا السنة: 1975-1977 المادة: ورق (ورق قطن) الشكل: مستطيل الحجم: 167 × 90 مم العملة: الأوقية القديمة (1973-2018) جهة السك/الطبع: موريتانيا لغة الوجه الأمامي: لاتيني محتوى الوجه الأمامي: امرأة، ماشية وميناء في الخلفية لغة الوجه الخلفي: لاتيني محتوى الوجه الخلفي: معدات التعدين |

| الصور         | الصور        | الوصف |
| الوجه الأمامي | الوجه الخلفي | رقم نوميستا: N# 248203 النوع: أوراق نقدية الفترة: جمهورية موريتانيا السنة: 1981 المادة: ورق الشكل: مستطيل العملة: الأوقية القديمة (1973-2018) جهة السك/الطبع: موريتانيا لغة الوجه الأمامي: لاتيني (مائل) محتوى الوجه الأمامي: صورة لرجل لغة الوجه الخلفي: لاتيني (مائل) محتوى الوجه الخلفي: جمل، نخيل، مصنع تعدين، وأعمال حقلية |

| الصور         | الصور        | الوصف |
| الوجه الأمامي | الوجه الخلفي | رقم نوميستا: N# 396162 النوع: أوراق نقدية الفترة: جمهورية موريتانيا السنة: 1989 المادة: ورق الشكل: مستطيل الحجم: 165 × 90 مم العملة: الأوقية القديمة (1973-2018) جهة السك/الطبع: موريتانيا محتوى الوجه الأمامي: نص عربي؛ تصميم مزخرف. محتوى الوجه الخلفي: نص فرنسي؛ هلال ونجوم في الزوايا؛ جمل واقف؛ سفينة حديثة في البحر، سمك يقفز من الماء، رافعات جسرية ومستودعات مع مداخن دخان. |

| الصور         | الصور        | الوصف |
| الوجه الأمامي | الوجه الخلفي | رقم نوميستا: N# 242000 النوع: أوراق نقدية الفترة: جمهورية موريتانيا السنة: 1999-2002 المادة: ورق الشكل: مستطيل الحجم: 166 × 90 مم العملة: الأوقية القديمة (1973-2018) جهة السك/الطبع: موريتانيا لغة الوجه الأمامي: لاتيني محتوى الوجه الأمامي: تصميمات هندسية وزخرفية مع دوافع محلية لغة الوجه الخلفي: لاتيني محتوى الوجه الخلفي: وعاء مع سمك على اليسار، جمل، كوخ ومسجد تيشيت التاريخي على اليمين. |

| الصور         | الصور        | الوصف |
| الوجه الأمامي | الوجه الخلفي | رقم نوميستا: N# 242001 النوع: أوراق نقدية الفترة: جمهورية موريتانيا السنة: 2004-2006 المادة: ورق الشكل: مستطيل الحجم: 148 × 75 مم العملة: الأوقية القديمة (1973-2018) جهة السك/الطبع: موريتانيا لغة الوجه الأمامي: لاتيني محتوى الوجه الأمامي: تصميمات هندسية وزخرفية مع دوافع محلية لغة الوجه الخلفي: لاتيني محتوى الوجه الخلفي: وعاء مع سمك على اليسار، جمل، كوخ ومسجد تيشيت في الوسط. |

| الصور         | الصور        | الوصف |
| الوجه الأمامي | الوجه الخلفي | رقم نوميستا: N# 208914 النوع: أوراق نقدية الفترة: جمهورية موريتانيا السنة: 2014 المادة: بوليمر (Guardian®) الشكل: مستطيل الحجم: 143 × 70 مم العملة: الأوقية القديمة (1973-2018) جهة السك/الطبع: موريتانيا لغة الوجه الأمامي: لاتيني محتوى الوجه الأمامي: تصميمات هندسية وزخرفية مع دوافع محلية لغة الوجه الخلفي: لاتيني محتوى الوجه الخلفي: وعاء مع سمك على اليسار، جمل، كوخ ومسجد تيشيت. |

### 2000 أوقية
| الصور         | الصور        | الوصف |
| الوجه الأمامي | الوجه الخلفي | رقم نوميستا: N# 242181 النوع: أوراق نقدية الفترة: جمهورية موريتانيا السنة: 2004-2006 المادة: ورق الشكل: مستطيل الحجم: 154 × 78 مم العملة: الأوقية القديمة (1973-2018) جهة السك/الطبع: موريتانيا لغة الوجه الأمامي: لاتيني محتوى الوجه الأمامي: تصميمات هندسية وزخرفية مع دوافع محلية لغة الوجه الخلفي: لاتيني محتوى الوجه الخلفي: جمل على اليسار، سفينة، القرآن والميناء في الوسط. |

| الصور         | الصور        | الوصف |
| الوجه الأمامي | الوجه الخلفي | رقم نوميستا: N# 210525 النوع: أوراق نقدية الفترة: جمهورية موريتانيا السنة: 2011 المادة: ورق الشكل: مستطيل الحجم: 146 × 70 مم العملة: الأوقية القديمة (1973-2018) جهة السك/الطبع: موريتانيا لغة الوجه الأمامي: لاتيني محتوى الوجه الأمامي: تصميمات هندسية وزخرفية مع دوافع محلية لغة الوجه الخلفي: لاتيني محتوى الوجه الخلفي: جمل على اليسار، سفينة، القرآن والميناء في الوسط. |

### 5000 أوقية
| الصور         | الصور        | الوصف |
| الوجه الأمامي | الوجه الخلفي | رقم نوميستا: N# 242182 النوع: أوراق نقدية الفترة: جمهورية موريتانيا السنة: 2009 المادة: ورق الشكل: مستطيل الحجم: 150 × 70 مم العملة: الأوقية القديمة (1973-2018) جهة السك/الطبع: موريتانيا لغة الوجه الأمامي: لاتيني محتوى الوجه الأمامي: جامع ابن عباس في نواكشوط لغة الوجه الخلفي: لاتيني محتوى الوجه الخلفي: محطة نقل خام الحديد في نواذيبو على اليسار، قاطرة قطار خام في المنتصف. |

| الصور         | الصور        | الوصف |
| الوجه الأمامي | الوجه الخلفي | رقم نوميستا: N# 210526 النوع: أوراق نقدية الفترة: جمهورية موريتانيا السنة: 2011 المادة: ورق الشكل: مستطيل الحجم: 150 × 70 مم العملة: الأوقية القديمة (1973-2018) جهة السك/الطبع: موريتانيا لغة الوجه الأمامي: لاتيني محتوى الوجه الأمامي: جامع ابن عباس في نواكشوط لغة الوجه الخلفي: لاتيني محتوى الوجه الخلفي: محطة نقل خام الحديد في نواذيبو على اليسار، قاطرة قطار خام في المنتصف. |

### 5000 أوقية (بنك موريتانيا المركزي)
| الصور         | الصور        | الوصف |
| الوجه الأمامي | الوجه الخلفي | رقم نوميستا: N# 215944 النوع: أوراق نقدية الفترة: جمهورية موريتانيا السنة: 2013 المادة: ورق الشكل: مستطيل الحجم: 150 × 70 مم العملة: الأوقية القديمة (1973-2018) جهة السك/الطبع: موريتانيا لغة الوجه الأمامي: لاتيني محتوى الوجه الأمامي: جامع ابن عباس في نواكشوط لغة الوجه الخلفي: لاتيني محتوى الوجه الخلفي: محطة نقل خام الحديد في نواذيبو على اليسار، قاطرة قطار خام في المنتصف. |

### ⅕ أوقية
| الصور         | الصور        | الوصف |
| الوجه الأمامي | الوجه الخلفي | رقم نوميستا: N# 130024 النوع: عملات نقدية الفترة: جمهورية موريتانيا السنة: 1439-1440 (2017-2018) القطر: 16 مم التقنية: محزز الاتجاه: محاذاة العملة ↑↓ السماكة: 2 مم المادة: فولاذ مغطى بالنحاس الشكل: دائري الحاشية: عادية العملة: الأوقية الجديدة (2018-الوقت الحاضر) جهة السك/الطبع: موريتانيا لغة الوجه الأمامي: عربي محتوى الوجه الأمامي: الختم الوطني. القيمة الاسمية، نقش البنك المركزي وسنة الإصدار. محتوى الوجه الخلفي: سمكة. سنة الإصدار والقيمة الاسمية. |

### 1 أوقية
| الصور         | الصور        | الوصف |
| الوجه الأمامي | الوجه الخلفي | رقم نوميستا: N# 130025 النوع: عملات نقدية الفترة: جمهورية موريتانيا السنة: 1439-1440 (2017-2018) القطر: 19.9 مم التقنية: محزز الاتجاه: محاذاة العملة ↑↓ السماكة: 2 مم المادة: فولاذ مغطى بالنيكل الشكل: دائري الحاشية: محززة العملة: الأوقية الجديدة (2018-الوقت الحاضر) جهة السك/الطبع: موريتانيا لغة الوجه الأمامي: عربي محتوى الوجه الأمامي: الختم الوطني. القيمة الاسمية، اسم الدولة وسنة الإصدار. محتوى الوجه الخلفي: إبريق شاي. سنة الإصدار والقيمة الاسمية. |

### 2 أوقية
| الصور         | الصور        | الوصف |
| الوجه الأمامي | الوجه الخلفي | رقم نوميستا: N# 160359 النوع: عملات نقدية الفترة: جمهورية موريتانيا السنة: 1440 (2018) القطر: 24 مم التقنية: محزز الاتجاه: محاذاة العملة ↑↓ السماكة: 1.9 مم المادة: فولاذ مقاوم للصدأ الشكل: دائري الحاشية: محززة العملة: الأوقية الجديدة (2018-الوقت الحاضر) جهة السك/الطبع: موريتانيا لغة الوجه الأمامي: عربي محتوى الوجه الأمامي: الختم الوطني. القيمة الاسمية، اسم الدولة وسنة الإصدار. محتوى الوجه الخلفي: الأدوات الوطنية. سنة الإصدار والقيمة الاسمية. |

### 5 أوقية
| الصور         | الصور        | الوصف |
| الوجه الأمامي | الوجه الخلفي | رقم نوميستا: N# 130026 النوع: عملات نقدية الفترة: جمهورية موريتانيا السنة: 1439-1440 (2017-2018) القطر: 22.5 مم التقنية: محزز الاتجاه: محاذاة العملة ↑↓ السماكة: 2 مم المادة: فولاذ مطلي بالنيكل الشكل: سباعي الأضلاع (7 جوانب) الحاشية: سادة العملة: الأوقية الجديدة (2018-الوقت الحاضر) جهة السك/الطبع: موريتانيا لغة الوجه الأمامي: عربي محتوى الوجه الأمامي: الختم الوطني. القيمة الاسمية، اسم الدولة وسنة الإصدار. محتوى الوجه الخلفي: الأدوات. سنة الإصدار والقيمة الاسمية. |

### 10 أوقية
| الصور         | الصور        | الوصف |
| الوجه الأمامي | الوجه الخلفي | رقم نوميستا: N# 130027 النوع: عملات نقدية الفترة: جمهورية موريتانيا السنة: 1439-1440 (2017-2018) القطر: 24 مم التقنية: محزز الاتجاه: محاذاة العملة ↑↓ السماكة: 1.8 مم المادة: ثنائي المعدن: مركز من فولاذ مطلي بالنيكل في حلقة من فولاذ مطلي بالنحاس الأصفر الشكل: عشرى الأضلاع (10 جوانب) الحاشية: 10 أجزاء محززة و10 أجزاء سادة العملة: الأوقية الجديدة (2018-الوقت الحاضر) جهة السك/الطبع: موريتانيا لغة الوجه الأمامي: عربي محتوى الوجه الأمامي: الختم الوطني. القيمة الاسمية، اسم الدولة وسنة الإصدار. محتوى الوجه الخلفي: الزُّبُّو قصير القرون المعروف أيضًا بـ "المور". سنة الإصدار والقيمة الاسمية. |

### 20 أوقية
| الصور         | الصور        | الوصف |
| الوجه الأمامي | الوجه الخلفي | رقم نوميستا: N# 130028 النوع: عملات نقدية الفترة: جمهورية موريتانيا السنة: 1439-1440 (2017-2018) القطر: 26 مم التقنية: محزز الاتجاه: محاذاة العملة ↑↓ السماكة: 2 مم المادة: ثلاثية المعدن: نواة فولاذية، حلقة فولاذية وسطية وحلقة فولاذية خارجية (مطليّة بالنحاس / مطليّة بالنيكل / مطليّة بالنحاس الأصفر) الشكل: دائري الحاشية: سادة العملة: الأوقية الجديدة (2018-الوقت الحاضر) جهة السك/الطبع: موريتانيا لغة الوجه الأمامي: عربي محتوى الوجه الأمامي: الختم الوطني. القيمة الاسمية، اسم الدولة وسنة الإصدار. محتوى الوجه الخلفي: الجمال ذو السنام الواحد (الجمل العربي). سنة الإصدار والقيمة الاسمية. |

| الصور         | الصور        | الوصف |
| الوجه الأمامي | الوجه الخلفي | رقم نوميستا: N# 318306 النوع: أوراق نقدية الفترة: جمهورية موريتانيا السنة: 2020 المادة: بوليمر (Guardian®) الشكل: مستطيل الحجم: 133 × 66 مم العملة: الأوقية الجديدة (2018-الوقت الحاضر) جهة السك/الطبع: موريتانيا لغة الوجه الأمامي: لاتيني محتوى الوجه الأمامي: المسجد الكبير في غاتاغا في كيدي، الهلال والنجم. لغة الوجه الخلفي: لاتيني محتوى الوجه الخلفي: المعجزة الجيولوجية لجبل إريكشات (عين أفريقيا). |

### 50 أوقية
| الصور         | الصور        | الوصف |
| الوجه الأمامي | الوجه الخلفي | رقم نوميستا: N# 203475 النوع: أوراق نقدية الفترة: جمهورية موريتانيا السنة: 2017 المادة: بوليمر الشكل: مستطيل الحجم: 130 × 66 مم العملة: الأوقية الجديدة (2018-الوقت الحاضر) جهة السك/الطبع: موريتانيا لغة الوجه الأمامي: لاتيني محتوى الوجه الأمامي: مسجد ابن عباس في نواكشوط على اليمين. لغة الوجه الخلفي: لاتيني محتوى الوجه الخلفي: الآلات الموسيقية و إبريق الشاي على اليسار. |

### 50 أوقية (الذكرى الخمسون)
| الصور         | الصور        | الوصف |
| الوجه الأمامي | الوجه الخلفي | رقم نوميستا: N# 369385 النوع: أوراق نقدية الفترة: جمهورية موريتانيا السنة: 2023 المادة: مادة هجينة الشكل: مستطيل الحجم: 130 × 66 مم العملة: الأوقية الجديدة (2018-الوقت الحاضر) جهة السك/الطبع: موريتانيا محتوى الوجه الأمامي: مبنى البنك المركزي لموريتانيا، ومسجد ابن عباس في نواكشوط. محتوى الوجه الخلفي: إبريق شاي، آلات موسيقية، توربينات الرياح، ألواح شمسية. |

### 100 أوقية
| الصور         | الصور        | الوصف |
| الوجه الأمامي | الوجه الخلفي | رقم نوميستا: N# 215931 النوع: أوراق نقدية الفترة: جمهورية موريتانيا السنة: 2017-2020 المادة: بوليمر الشكل: مستطيل الحجم: 135 × 66 مم العملة: الأوقية الجديدة (2018-الوقت الحاضر) جهة السك/الطبع: موريتانيا لغة الوجه الأمامي: اللاتينية محتوى الوجه الأمامي: المسجد الكبير في ولاته، موريتانيا. ولاته هي واحدة من القصور القديمة في موريتانيا. لغة الوجه الخلفي: اللاتينية محتوى الوجه الخلفي: هلال، ماشية، وكتاب مفتوح في نافذة شفافة. |

### 200 أوقية
| الصور         | الصور        | الوصف |
| الوجه الأمامي | الوجه الخلفي | رقم نوميستا: N# 215934 النوع: أوراق نقدية الفترة: جمهورية موريتانيا السنة: 2017 المادة: بوليمر الشكل: مستطيل الحجم: 140 × 66 مم العملة: الأوقية الجديدة (2018-الوقت الحاضر) جهة السك/الطبع: موريتانيا لغة الوجه الأمامي: اللاتينية محتوى الوجه الأمامي: مسجد وادان، منطقة أدرار، موريتانيا لغة الوجه الخلفي: اللاتينية محتوى الوجه الخلفي: جمال، شجرة، كتاب |

### 500 أوقية
| الصور         | الصور        | الوصف |
| الوجه الأمامي | الوجه الخلفي | رقم نوميستا: N# 215939 النوع: أوراق نقدية الفترة: جمهورية موريتانيا السنة: 2017-2020 المادة: بوليمر الشكل: مستطيل الحجم: 145 × 66 مم العملة: الأوقية الجديدة (2018-الوقت الحاضر) جهة السك/الطبع: موريتانيا لغة الوجه الأمامي: اللاتينية محتوى الوجه الأمامي: مسجد تيشيت لغة الوجه الخلفي: اللاتينية محتوى الوجه الخلفي: سفن صيد، سمك |

### 1000 أوقية
| الصور         | الصور        | الوصف |
| الوجه الأمامي | الوجه الخلفي | رقم نوميستا: N# 215937 النوع: أوراق نقدية الفترة: جمهورية موريتانيا السنة: 2017 المادة: بوليمر الشكل: مستطيل الحجم: 150 × 66 مم العملة: الأوقية الجديدة (2018-الوقت الحاضر) جهة السك/الطبع: موريتانيا لغة الوجه الأمامي: اللاتينية محتوى الوجه الأمامي: مسجد شنقيط لغة الوجه الخلفي: اللاتينية محتوى الوجه الخلفي: قاطرة قطار خامات |

### واحد فرنك (موريتانيا، الحرب العالمية الأولى)
| الصور         | الصور        | الوصف |
| الوجه الأمامي | الوجه الخلفي | رقم نوميستا: N# 98163 النوع: ميداليات الفترة: جمهورية موريتانيا السنة: 2014 القطر: 27 مم التقنية: مشطوف الاتجاه: محاذاة العملة ↑↓ السماكة: 2.3 مم المادة: بيميتاليك الشكل: دائري الحاشية: بسيطة لغة الوجه الأمامي: اللاتينية محتوى الوجه الأمامي: قناع غزال لغة الوجه الخلفي: اللاتينية محتوى الوجه الخلفي: جندي |

### 500 أوقية (الرياضة - العدو)
| الصور         | الصور        | الوصف |
| الوجه الأمامي | الوجه الخلفي | رقم نوميستا: N# 38739 النوع: ميداليات الفترة: جمهورية موريتانيا السنة: 1984 القطر: 38.61 مم التقنية: مشطوف الاتجاه: محاذاة الميدالية ↑↑ السماكة: 3.22 مم المادة: نحاس-نيكل الشكل: دائري الحاشية: مشطوفة لغة الوجه الأمامي: اللاتينية محتوى الوجه الأمامي: شعار النبالة لغة الوجه الخلفي: اللاتينية محتوى الوجه الخلفي: عداؤون يعبرون خط النهاية |

### 500 أوقية (الرياضة - المسايفة)
| الصور         | الصور        | الوصف |
| الوجه الأمامي | الوجه الخلفي | رقم نوميستا: N# 83899 النوع: ميداليات الفترة: جمهورية موريتانيا السنة: 1984 القطر: 38.61 مم التقنية: مشطوف الاتجاه: محاذاة الميدالية ↑↑ المادة: نحاس-نيكل الشكل: دائري لغة الوجه الأمامي: اللاتينية لغة الوجه الخلفي: اللاتينية محتوى الوجه الخلفي: مبارز، الاسم في الأسفل. |

### 800 أوقية (الحياة البرية)
| الصور         | الصور        | الوصف |
| الوجه الأمامي | الوجه الخلفي | رقم نوميستا: N# 114954 النوع: ميداليات الفترة: جمهورية موريتانيا السنة: 2015 القطر: 30 مم التقنية: مشطوف المادة: ثنائي المعدن الشكل: دائري محتوى الوجه الأمامي: جملان ملونان داخل دائرة محتوى الوجه الخلفي: خريطة أفريقيا |

### ميدالية - عيد استقلال الجمهورية الإسلامية
| الصور         | الصور        | الوصف |
| الوجه الأمامي | الوجه الخلفي | - رقم نوميستا: N# 445895 - النوع: ميداليات شخصيات - الفترة: جمهورية موريتانيا - السنة: غير محدد - القطر: 68 مم - التقنية: مشطوف - الاتجاه: محاذاة الميدالية ↑↑ - المادة: برونز - الشكل: دائري - الموقع: موريتانيا - لغة الوجه الأمامي: لاتيني - محتوى الوجه الأمامي: نص إسلامي وإنجليزي - لغة الوجه الخلفي: لاتيني - محتوى الوجه الخلفي: خريطة وعلم |